# Augustine Nguyen Hoa
Nguyen Lac Hoa (* 1908 als Augustine Nguyen Lac Hoa; † 1989) war ein chinesischer, katholischer Pfarrer, der nach Vietnam geflüchtet war. Im Vietnamkrieg leitete er eine militärische Einheit.

## Leben und Werk
Nguyen Lac Hoa war vor der Machtübernahme der Kommunisten aus China nach Vietnam geflohen. Er entwickelte sich zum Antikommunisten. Nguyen Lac Hoa wurde als Führer einer antikommunistischen Einheit in der Cà-Mau-Region bekannt, die sich Sea Swallows (dt. Seeschwalben) nannte. Verschiedene bekannte Reporter wie Edward Lansdale, Dickey Chapelle und Stan Atkinson berichteten über ihn in verschiedenen Zeitungen. Der damalige Präsident der USA John F. Kennedy soll sich für eine breite Veröffentlichung der Geschichte um Nguyen Lac Hoa ausgesprochen haben.

## Auszeichnungen
Nguyen Lac Hoa wurde 1964 mit dem sogenannten asiatischen Friedensnobelpreis dem Ramon-Magsaysay-Preis ausgezeichnet.